# Ефаново (Московская область)
Ефа́ново — деревня в Наро-Фоминском районе Московской области, входит в состав сельского поселения Волчёнковское. Численность постоянного населения по Всероссийской переписи 2010 года — 23 человека (7 мужчин и 16 женщин). До 2006 года Ефаново входило в состав Афанасьевского сельского округа.

## Географическое положение
Деревня расположена в юго-западной части Наро-Фоминского района, на левом берегу реки Протвы, примерно в 14 км к юго-востоку от города Верея и 35 км к юго-западу от города Наро-Фоминска, у границы с Калужской областью, высота центра над уровнем моря 180 м. Ближайшие населённые пункты — Телешово в 0,7 км на юго-запад и Лапино в 1,5 км на юго-восток.

## Население
| 2002 | 2006 | 2010 |
| ---- | ---- | ---- |
| 6    | ↘5   | ↗23  |